# Suchá Hora
Suchá Hora (in ungherese Szuchahora, in polacco Sucha Góra Orawska) è un comune della Slovacchia facente parte del distretto di Tvrdošín, nella regione di Žilina.